# 삼성 갤럭시 노트
삼성 갤럭시 노트(Samsung GALAXY Note)는 삼성전자가 제조/판매하는 안드로이드 패블릿 스마트폰이다.
2011년 9월 독일에서 열린 베를린 국제가전박람회 2011 (IFA 2011)에서 공개하여 2011년 10월에 출시했다.
기존의 스마트폰에 비해 큰 디스플레이와 일본 와콤의 펜 태블릿 기술을 도입한 정전식 터치펜 S펜의 탑재로 필기가 가능한 것이 특징이며, 다른 스마트폰에 비해 커다란 5.29"의 디스플레이를 적용하여 스마트폰과 태블릿 컴퓨터의 완충역할을 하며 패블릿 (Phone + Tablet = Pablet)이라는 새로운 영역을 개척하였다.

## 디자인 및 하드웨어
전반적인 디자인은 2011년의 갤럭시 S 시리즈인 갤럭시 S II를 따른다. 기본 색상은 카본 블랙과 세라믹 화이트로 총 2종이며 이후 여러 색상들이 추가되었다.

### AP 및 통신규격
사양 자체는 우선 AP로 삼성 엑시노스 4210을 사용한다. ARM Cortex-A9 듀얼코어 CPU와 ARM Mali-400 쿼드코어 GPU를 사용한다. 이는 갤럭시 S II 3G 모델와 동일한 AP를 탑재한 것이기에 성능 면에서 검증이 완료되었다고 할 수 있다. 다만, 한국의 이동통신사들을 포함해 일부 이동통신사의 요구로 인해 퀄컴 스냅드래곤 S3 APQ8060 & MSM8660을 사용하기도 했다.
3G WCDMA 규격 중 HSPA+ 다운로드 최대 21 Mbps까지 지원한다. 특히 해당 규격은 4G 기술로도 인정을 받기도 했다. 다만, 일부 이동통신사의 요구로 인해 4G LTE를 추가로 지원하는 모델이 존재한다. 지원 LTE 레벨은 Cat.3로 다운로드 최대 100 Mbps, 업로드 최대 50 Mbps를 보장한다.

### 메모리
RAM은 LPDDR2 SDRAM 방식이며 1 GB다. 내장 메모리는 16 GB와 32 GB로 나뉘며 micro SD 카드로 용량 확장이 가능하다.

### 디스플레이
디스플레이는 5.29인치 WXGA 800p 해상도를 지원한다. 패널 형식은 HD Super AMOLED로, 패널 공급사는 삼성모바일디스플레이였으나, 이후 삼성 디스플레이로 회사가 개편되면서 공급사 역시 변경되었다. 픽셀 배열은 갤럭시 S II가 RGB 서브픽셀을 사용했던 것과는 달리 도로 RG-BG 펜타일 서브픽셀을 사용한다.

### 배터리
배터리 용량은 착탈식 2500 mAh이다. 이는 갤럭시 S II 3G 모델보다 약 850 mAh정도 용량이 증가했다.

### 카메라
후면 카메라로는 800만 화소급의 삼성전자 시스템 LSI 사업부 S5K4H5 센서를 탑재하며 전면 카메라는 200만 화소 카메라를 사용한다.

### 기타
가장 큰 특징 중 하나로, 와콤의 기술을 탑재해 와콤 디지타이저를 지원한다. 256 단계의 필압을 지원하며 내장된 펜 이외에도 와콤 디지타이저라면 호환이 된다. 삼성전자는 이를 S펜이라 명명했으며 초기 대형 디스플레이 탑재로 인한 거부감을 S펜 콘텐츠로 상쇄시키는 등 시장에서 합격점을 받게된다.

## S펜 스타일러스
256레벨로 필압을 감지하는 스마트폰의 압력 감지 S 펜 스타일러스를 이용하여 필기를 하거나 그림이나 그래프등을 그릴 수 있다.
S펜(S pen)은 삼성 갤럭시 노트에 기본적으로 제공되는 전자감응식 스타일러스 펜이다. 기술적으로 S펜은 스크린 픽셀수준에서 서로 일대일대응될수있는 기능을 기반으로 갖는 API를 제공한다.

## 색상
- 카본 블루
- 세라믹 화이트
- 베리 핑크

## 운영체제/소프트웨어

### 안드로이드 4.1.2 젤리빈

#### 특수 기능
- S 노트 : S 펜을 통한 다양한 노트 필기를 비롯하여, 디자인, 수식인식, 문자인식, 도형인식 등을 할 수 있다.

- 챗온

### 안드로이드 4.0 아이스크림 샌드위치
2012년 5월 10일 독일에서 안드로이드 4.0.3 아이스크림샌드위치로의 업그레이드가 시작되었다.
주요 개선점은 다음과 같다.
- 멀티태스킹 및 앱 일부 사용성 개선
- S 노트 기능 업그레이드

그리고 2012년 7월 11일 독일에서 4.0.4 아이스크림샌드위치의 업그레이드가 시작되었다.
주요 개선점은 다음과 같다.
- Nature UX 터치위즈 적용
- 일부 아이콘 변경
- 팝업 플레이 기능 추가

#### 특수 기능
- 팝업 플레이 : 동영상을 작은 팝업창 형태로 재생하는 기능으로, 동영상이 팝업창 형태로 떠 있는 동안에는 화면의 일부분만 점유하며, 다른 애플리케이션을 사용할 수 있다.

### 안드로이드 4.1 젤리빈
2013년 2월 18일 N7000 모델에 대한 안드로이드 4.1.2 젤리빈로의 업그레이드가 시작되었다.
주요 개선점은 다음과 같다.
다음 사항도 같이 적용되었다.
- UI 개선
  - 많은 알림 토글과 새로운 알림창
- exFAT 포맷 지원
- 삼성 S 클라우드
- 다이렉트 콜, 멀티 윈도우, 페이지 버디, 스마트 로테이션, 스마트 스테이 등의 기능 추가
- 두개의 홈스크린 모드 (기본모드, 이지모드)

#### 특수 기능
- S 빔

- 스마트 스테이 : 앞면 카메라를 통해 사용자의 눈동자와 얼굴을 인식하여 사용 중일 때에는 디스플레이가 꺼지지 않도록 유지한다.

- 스마트 로테이션 : 중력 센서를 사용하여 자동 회전을 하지 않고 앞면 카메라를 통해 사용자의 얼굴을 인식하여 자동 회전 여부를 결정한다.

- 페이지 버디 : 도킹, 로밍, 이어폰 삽입등의 특별한 상황에 따라 그에 필요한 기능을 홈화면에 자동적으로 추가한다.

- 다이렉트 콜 : 문자 전송할때, 부재중 전화시, 전화번호 검색 등 전화번호가 화면에 보일 때 휴대전화를 귀에 대면 바로 전화가 걸린다.

## 변종

### 대한민국

#### SHV-E160S/K/L
SHV-E160S는 SKT전용
대한민국 이동통신 3사 전용으로 출시된 GT-N7005 기반의 LTE 모델로, FM 라디오 대신 지상파 DMB 튜너가 탑재되고 NFC USIM을 지원한다.

### 미국/캐나다
구글 표준의 하단 4버튼(메뉴.홈.뒤로가기.검색)을 기본으로 지원한다.

#### SGH-I717
AT&T 전용으로 NFC를 지원한다.

### 중국

#### GT-I9228
차이나 모바일을 통해 출시된 제품이다.

#### SCH-I889
차이나 텔레콤 전용으로 출시된 제품이다.

### 일본

#### SC-05D
와콤에서 출시한 제품이다.

## 스크린
갤럭시 노트 7이후 스크린에 곡면을 넣은 엣지 스크린이 줄곧 출시되고있다.
한편 일부 관련 전문가들은 2020년 상반기에 갤럭시 노트 5이전에 사용된바 있던 플랫 스크린 스타일이면서 한편으로는 보다 진보된 기술인 '인피니티-O-디스플레이'의 스크린 및 인덕션 디자인의 트리플 카메라등 고급기능들을 장착한 '갤럭시 노트10라이트' 모델이 유럽 및 아시아 일부에서 출시될수도 있다고 언급한바있다.

## 같이 보기
- 삼성 갤럭시 S II
- 갤럭시 어플리케이션